# بیمارستان زنان و مرکز سلامت بی.سی.
بیمارستان زنان و مرکز سلامت بی.سی. (به انگلیسی: B.C. Women's Hospital & Health Centre) بیمارستانی مدیکر در شهر ونکوور کشور کانادا است که در سال ۱۹۲۷ میلادی ساخته شده است.